# Aldo Locatelli

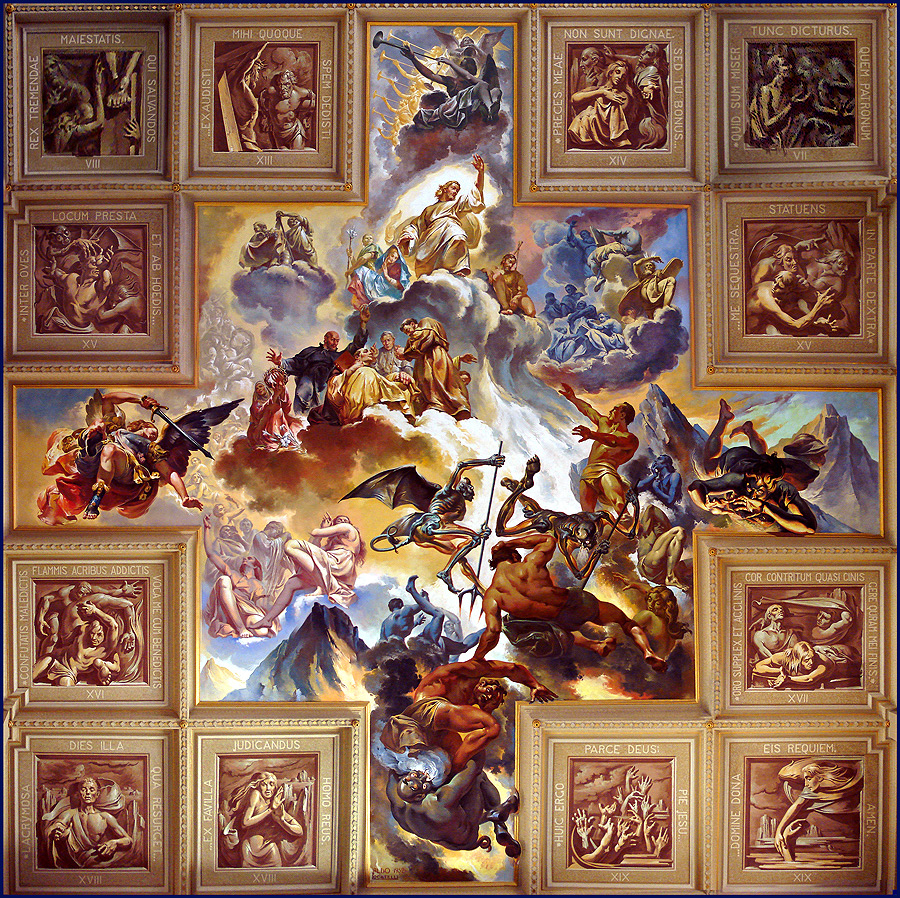
Juicio Final y escenas del Dies Irae, techo de San Pelegrino, en Caxias do Sul, Brasil.

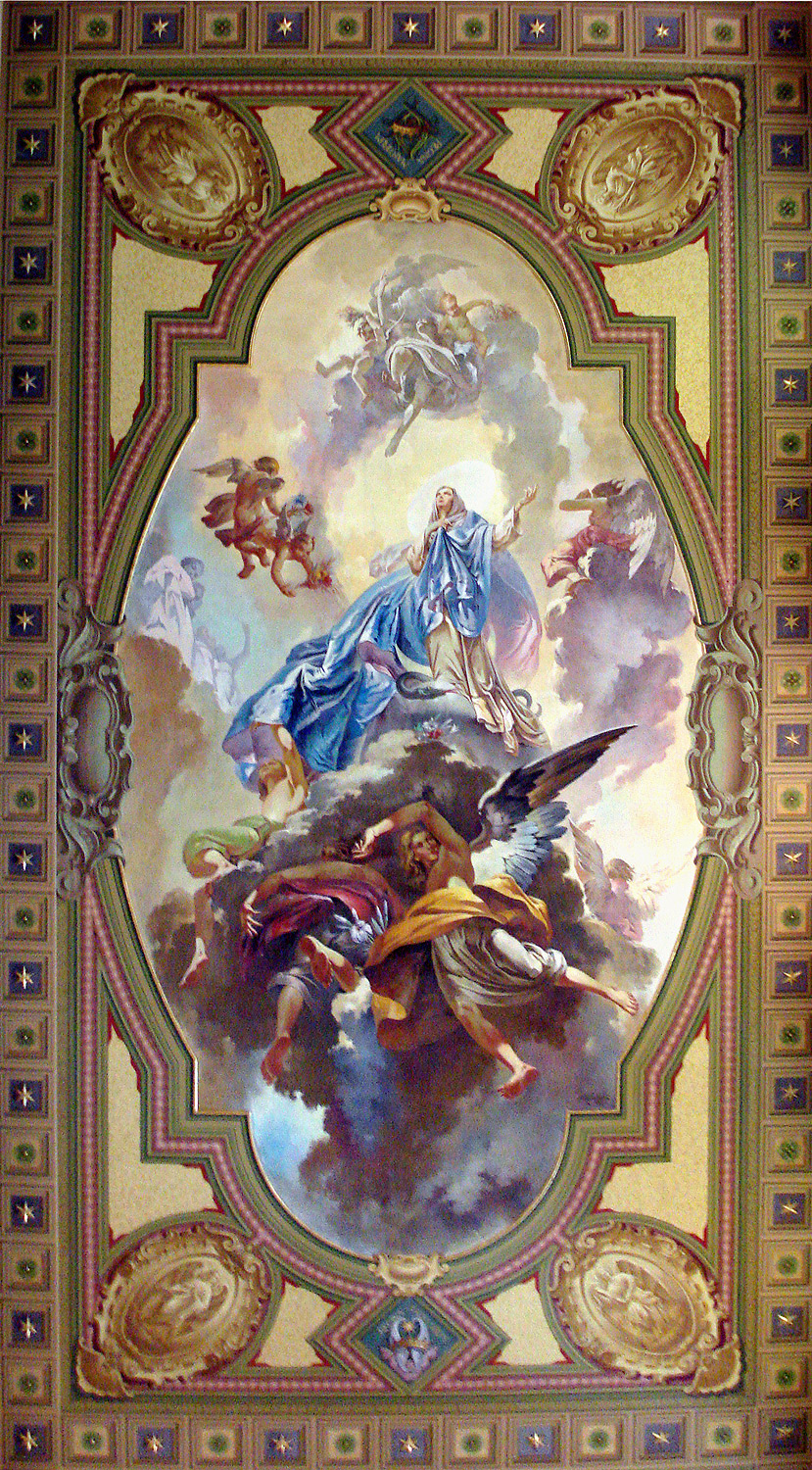
Ascensión de Nossa Senhora (Inmaculada Concepción), Catedral de Santa María.

Aldo Locatelli (Bérgamo, 18 de agosto de 1915 - Porto Alegre, 3 de septiembre de 1962) fue un pintor ítalo-brasileño. Sus trabajos más importantes son frescos y paneles en iglesias y edificios públicos en Río Grande del Sur, Brasil.

## Nacimiento y gusto por la pintura
Aldo Locatelli nació en una familia humilde en el norte de Italia, y desde temprana edad se interesó por las artes. En 1931 hizo un curso de decoración y tuvo contacto con las obras de los grandes maestros de la pintura italiana. Durante a Segunda Guerra Mundial realizó diversos trabajos en Italia.

### Llegada al Brasil
En 1948 llegó al Brasil, convidado por Dom António Záttera, obispo de Pelotas, en Río Grande del Sur, para pintar la Catedral de San Francisco de Paula de Pelotas. En aquella época estaba trabajando en la Catedral de Génova, en Itália.

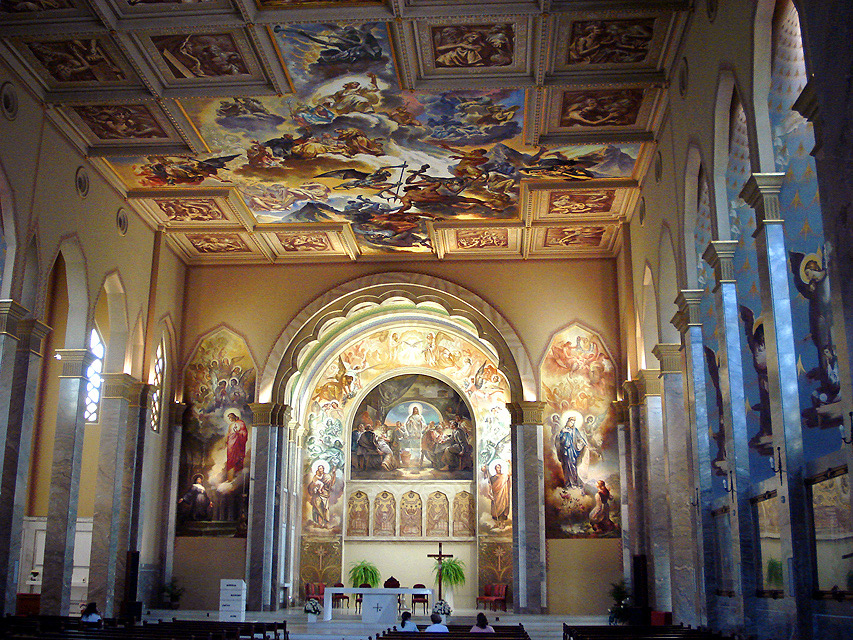
Interior de la Igresia de San Pelegrino en Caxias do Sul.

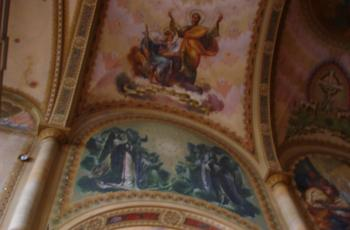
Afresco en la catedral de Pelotas.

Acabó siendo reconocido como un gran artista y fue convidado para pintar en las paredes y paneles, en las ciudades de Porto Alegre, Santa María, Caxias do Sul e inclusive fuera del estado de Río Grande del Sur.
Locatelli, que tenía intención de retornar para Italia, acabó gustando del Brasil y estableció su residéncia en Río Grande del Sur.

## Obras
Los frescos en la Catedral de Pelotas y la vía crucis en la Iglesia de San Pelegrino, en Caxias do Sul, que le llevó 10 años para ser concluida, son consideradas sus obras mayores. Sin embargo también deben ser recordadas el mural en el antiguo Aeropuerto Internacional de Porto Alegre, la Catedral de Nuestra Señora de la Concepción de Santa Maria, la Rectoría de la Universidad Federal de Río Grande del Sur y el Palacio Piratini, de Porto Alegre, sede del gobierno de Río Grande del Sur.
Su última obra fue la pintura del cuadro Sagrado Corazón de Jesús, inconcluso debido a su fallecimiento.